# Maison de Tante Léonie
La Maison de Tante Léonie (Casa de la tia Léonie), és una casa que conté el Museu Marcel Proust, a Illiers-Combray a l'Eure-i-Loir, on l'escriptor (1871-1922) passà les seves vacances d'infantesa entre 1871 i 1880. Com a font d'inspiració rellevant de la seva obra A la recerca del temps perdut, la casa fou classificada com a monument històric el 1961 dins la categoria de "Cases dels Il·lustres".
És allà on el personatge de la Recerca «tia Léonie», inspirada en Élisabeth Proust, tia de Marcel Proust i germana gran del seu pare, li ofereix ritualment una petita magdalena remullada en el te, el gust de la qual, bastants anys després, farà renéixer en ell el record de la seva infantesa a Combray en la seva obra A la recerca del temps perdut.

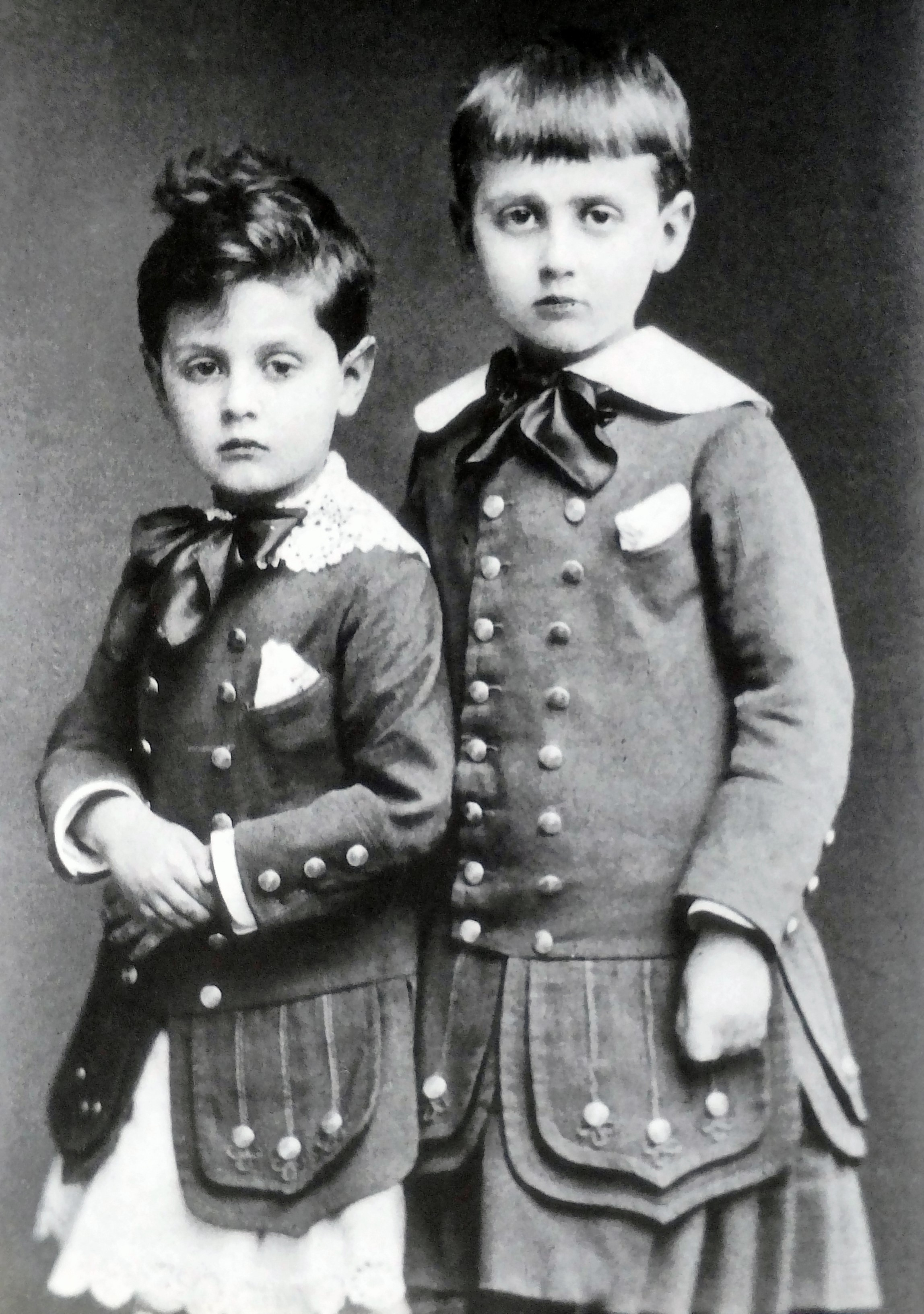
Robert i Marcel Proust cap a 1877.
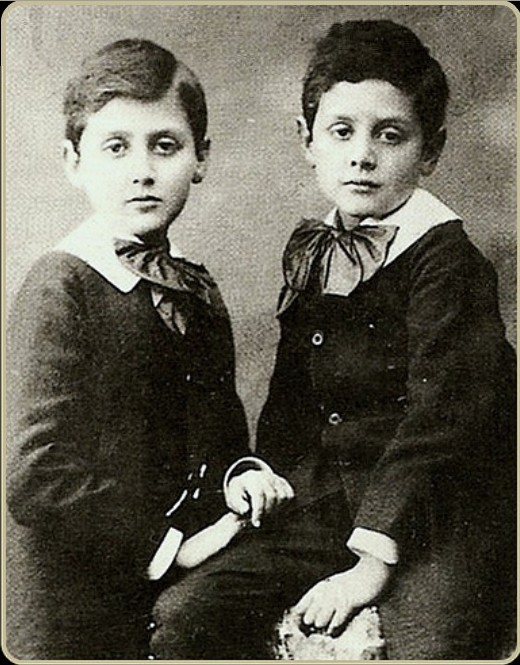
Marcel i Robert Proust cap a 1880.
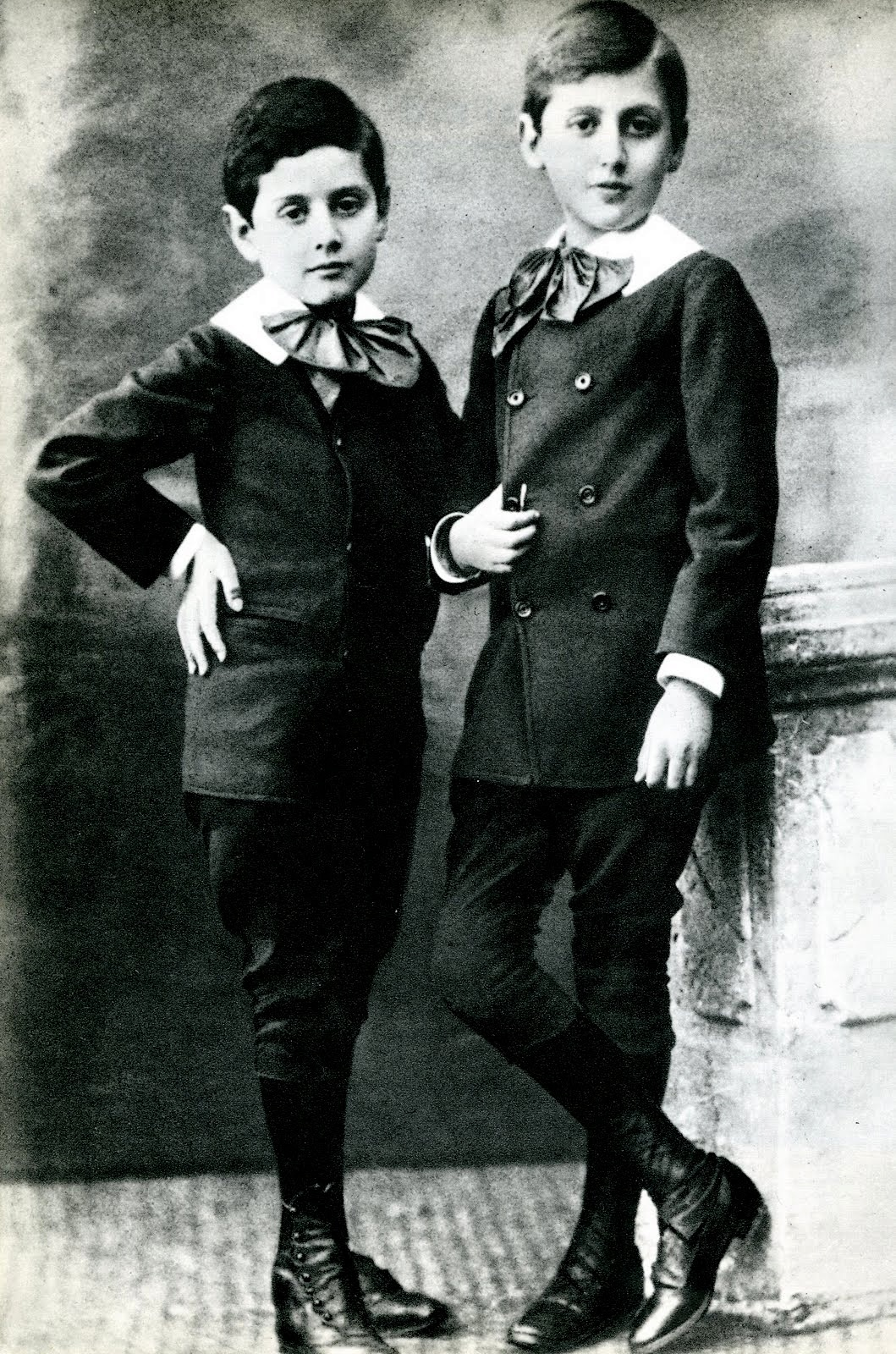
Robert i Marcel cap a 1880.

L'any 1954, la casa familiar for comprada i condicionada com a museu per Germaine Amiot (cosina de Proust) i rehabilitada per Philibert-Louis Larcher (1881-1972) (inspector de l'ensenyament tècnic), rebatejant-la « Maison de tante Léonie ».
Molts donatius i llegats de la seva família i dels seus pròxims permeten d'exposar una rica col·lecció de mobles, d'objectes, de fotografies, de retrats, de quadres, de cartes i de documents que pertanyéren a l'autor. El museu es compon de la casa i del seu jardí, de la cuina, del saló oriental, de les cambres de Marcel i de tia Léonie, de les cambres Weil, de la sala de les fotografies Nadar, del « jardí del Pré-Catelan » (jardí exòtic pròxim a la casa que l'oncle de Proust va crear per passió per l'Orient).
L'any 1971, Illiers fou rebatejat Illiers-Combray per decisió del ministre de l'Interior Raymond Marcellin per al centenari del naixement de Marcel Proust. El « Museu Marcel Proust » fou inaugurat l'any 1972.
L'any 1976, poc abans la seva defunció, Germaine Amiot feu donatiu de la propietat de la casa a la « Societat dels Amics de Marcel Proust i dels Amics de Combray ».

Maison de Tante Léonie
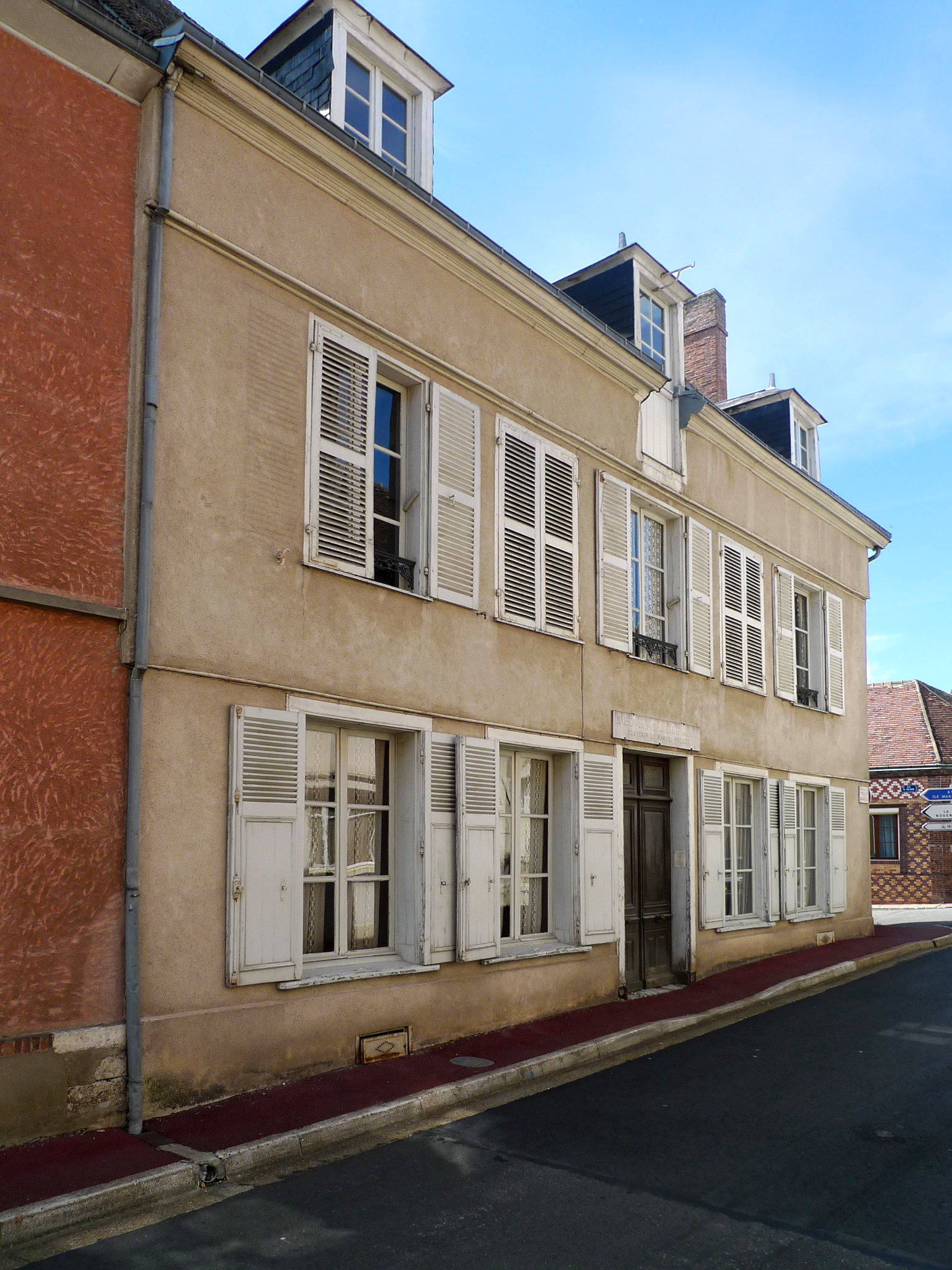
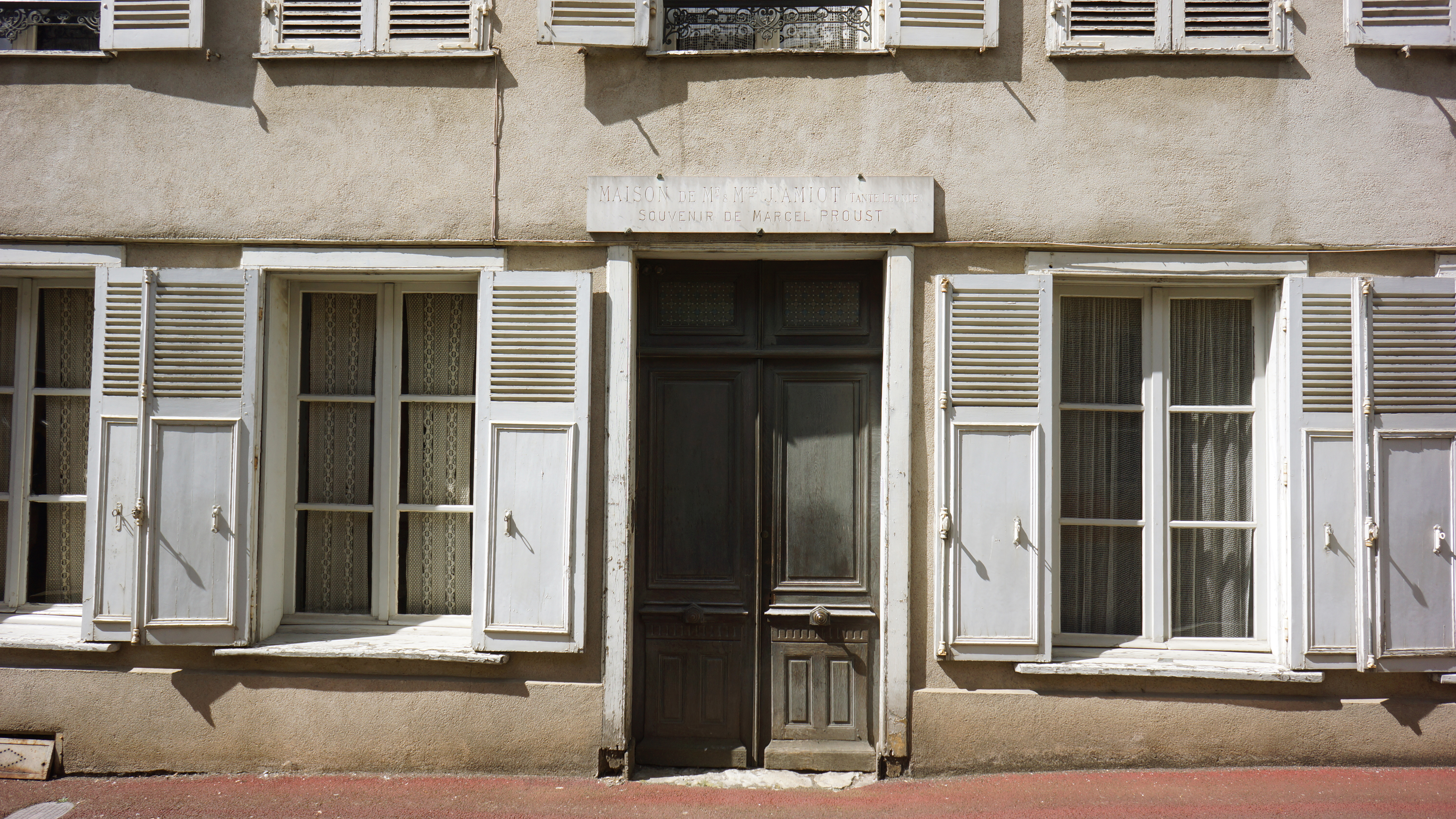